# Possidius van Calama
Possidius van Calama (4e eeuw – na 437) was bisschop van Calama in Numidië, in de vroege 5e eeuw. Hij is bekend geworden als leerling en biograaf van Augustinus van Hippo.

## Leven
Possidius was een vriend van Augustinus van Hippo en was, samen met Alypius van Thagaste, lid van diens monastieke gemeenschap. Rond 397 werd hij verkozen als bisschop van Calama in Numidië, het huidige Guelma in Algerije. Samen met Alypius en Augustinus vertegenwoordigde hij het katholieke standpunt tegen de donatisten op de Bijeenkomst van Carthago in 411. Hij nam ook deel aan de Concilies van Milevis (in 416) en Carthago (in 419), die bijeengeroepen waren om het pelagianisme te bestrijden.
Toen Calama in 429 door de Vandalen veroverd werd, trok Possidius zich samen met Augustinus terug achter de muren van Hippo. Hij waakte er in 430 aan het sterfbed van Augustinus en sloot hem de ogen. Nadat ook Hippo aangevallen en platgebrand werd in 431, keerde Possidius terug naar Calama.
In 437 werd Possidius verbannen door de Vandaalse koning Geiserik, die het arianisme wilde opleggen in zijn nieuw veroverde gebieden. Tijdens zijn ballingschap werkte Possidius zijn Leven van Sint-Augustinus af. Hij overleed in ballingschap, volgens de overlevering in het Italiaanse Mirandola.

## Werk
Possidius' bekendste werk is zijn levensbeschrijving van Augustinus van Hippo. Deze biografie legt de nadruk op Augustinus' geestelijke erfenis en zijn strijd tegen verschillende ketterijen, zoals het donatisme, manicheïsme, arianisme en pelagianisme. Bij de biografie hoort ook een lijst (de zogenaamde Indiculus) van Augustinus' werken, een belangrijke bron voor moderne Augustinus-onderzoekers waarin ook intussen verloren werken genoemd worden.

### Edities
- Possidius Calamensis episcopus (1845). Vita Sancti Aurelii Augustini, Hipponensis episcopi (J.-P. Migne, Ed.). Patrologia Latina (Vol. 32). Paris, pp. 33-66.
- Possidio (1955). Vita di Sant'Agostino (M. Pellegrino, Ed.). Verba seniorum (Vol. 4). Alba: Edizioni Paoline, pp. 36-196.
- Ponzio, Paulo & Possidio (1975). Vita di Cipriano. Vita di Ambrogio. Vita di Agostino (A. A. R. Bastiaensen, Ed. & comm.). Vite dei Santi (Vol. 4). Verona: Fondazione Lorenzo Valla, pp. 130-240.

### Vertalingen
- (it)  Ponzio, Paulo & Possidio (1975). Vita di Cipriano. Vita di Ambrogio. Vita di Agostino (L. Canali & C. Carena, Vert.). Vite dei Santi (Vol. 4). Verona: Fondazione Lorenzo Valla, pp. 130-240.
- (en)  Possidius (2008). The Life of Saint Augustine. A Translation of the Sancti Augustini Vita by Possidius, Bishop of Calama (H. T. Weiskotten, Vert.). Merchantville, NJ: Evolution Publishing.
- (nl)  Possidius (2016). Het leven van Augustinus. Biografie uit de vijfde eeuw (V. Hunink, Vert.; P. van Geest, Inl.). Budel: Damon.

- Bibsys: 90845325
- Biblioteca Nacional de España: XX1170782
- Bibliothèque nationale de France: cb12357460n (data)
- Catàleg d'autoritats de noms i títols de Catalunya: 981058516050106706
- CiNii: DA04708571
- Gemeinsame Normdatei: 118595962
- International Standard Name Identifier: 0000 0001 2374 9653
- Library of Congress Control Number: n85112469
- Bibliotheek van het Japanse parlement: 00525260
- Nationale Bibliotheek van Tsjechië: jx20060524001
- Nationale bibliotheek van Australië: 35860713
- Nationale Bibliotheek van Israël: 987007523003205171
- Nederlandse Thesaurus van Auteursnamen: 070686688
- Réseau des bibliothèques de Suisse occidentale: 02-A000132458
- Système universitaire de documentation: 032569815
- Trove: 1120170
- Virtual International Authority File: 77108519
- WorldCat: E39PBJxRwPcccxHhp779f3dqQq